# Festival de la Cançó de Turkvisió 2013
El I Festival de la Cançó de Turkvisió va ser la primera edició de la adaptació turca d'Eurovisió, feta per l'organització TÜRKSOY
i emesa per la Corporació de Ràdio i Televisió Turca (TRT) i es va celebrar al Pavelló esportiu de la Universitat d'Anadolu de la ciutat Dorilea, a Turquia. Els presentadors van ser Ece Vahapoğlu i Vatan Sasmaz a semifinal i Engin Hepileri a la final. El guanyador d'aquesta edició va ser en Farid Hasanov, representant de Azerbaidjan amb la cançó "Yaşa" en llengua àzeri.

## Organització
La primera comepetició es va fer en dues parts, la primera una semifinal i la segona, la final.

### Locutor amfitrió nacional
La Corporació de Ràdio i Televisió Turca (TRT) es va encarregar de ser l'emissora amfitriona del concurs inaugural. El concurs va ser transmès per TRT en TRT Avaz, TRT Music i TRT Anadolu.

### Presentadors
Els presentadors van ser l'Ece Vahapoğlu, en Vatan Sasmaz per la semifinal i l'Engin Hepileri per la final.

### Actes d'obertura i interval
L'únic acte d'interval va ser quan Arslanbek Sultanbekov i el seu grup van cantar la cançó "Dombra".

## Països participants

Països que van confirmar la seva participació.

- República de l'Altai - Artur Marlujokov amb la cançó «Altayım Menin» (Алтайым Менин)
- Azerbaidjan - Farid Hasanov amb la cançó «Yaşa»
- Baixkíria - Diana Ishniyazova amb la cançó «Kuray Şarkısı» (Ҡурай шаркысы)
- Belarús - Gunesh Abasova amb la cançó «Son Hatıralar»
- Bòsnia i Hercegovina - Emir & Frozen Camels feat. Mirza Šoljanin amb la cançó «Ters Bosanka»
- Crimea - Elvira Sarihalil amb la cançó «Dağların elları» (Дагъларын эллары)
- Gagaúsia - Lüdmila Tukan amb la cançó «Vernis' lyubov» (Вернись любовь)
- Geòrgia - Eynar Balakişiyev i Afik Novruzov amb la cançó «Qelbini Saf Tut»
- Iraq - Ahmet Tuzlu amb la cançó «Kerkük'ten Yola Çıkak»
- Kabardino-Balkària i Karatxai-Txerkèssia - Eldar Zhanikaev amb la cançó «Adamdı bizni atıbız» (Адамды бизни атыбыз)
- Kazakhstan - Rin'go amb la cançó «Birlikpen alǵa» (Бірлікпен алға)
- Kémerovo - Çildiz Tannakeşeva amb la cançó «Şoriya'nın Ünü»
- Khakàssia - Vladimir Dorju amb la cançó «Tus Çirinde»
- Kirguizstan - Çoro amb la cançó «Kaygırba» (Кайгырба)
- Kosovo - Ergin Karahasan amb la cançó «Şu Prizen»
- Macedònia del Nord - Ikay Yusuf amb la cançó «Düşlerde Yaşamak»
- República de Sakhà (Iacútia) - Olga Spiridonova (Nika) amb la cançó «Kötütüöm» (Көтүтүөм)
- Romania - Genghiz Erhan Cutcalai amb la cançó «Ay Ak Shatır»
- Tatarstan - Alinä Şäripcanova amb la cançó «Üpkälämim» (Үпкәләмим)
- Turquia - Manevra amb la cançó «Sen, Ben, Biz»
- Tuvà - Saylik Ommun amb la cançó «Çavıdak» (Чавыдак)
- Ucraïna - Fazile Ibraimova amb la cançó «Elmalım» (Элмалым)
- Uzbekistan - Nilufar Usmonova amb la cançó «Unutgin»
- República Turca de Xipre del Nord - Gommalar amb la cançó «Havalanıyor»

## Festival

### Ordre d'actuació

#### Semifinal
| Núm. | País                 | Artista(es)      | Cançó                           | Lloc                             | Punts |
| ---- | -------------------- | ---------------- | ------------------------------- | -------------------------------- | ----- |
| 01   | República de l'Altai | Artur Marlujokov | «Altayım Menin» (Алтайым Менин) | ? (es classifica per a la final) | ?     |
| 02   | Azerbaidjan          | Farid Hasanov    | «Yaşa»                          | ? (es classifica per a la final) | ?     |

#### Final
| 01 | Turquia    | Manevra         | «Sen, Ben, Biz»                   | 6  | 187 | 02 | Belarús | Gunesh Abasova | «Son Hatıralar» | 2 | 205 |
| 03 | Kosovo     | Ergin Karahasan | «Şu Prizen»                       | 12 | 151 |    |         |                |                 |   |     |
| 4  | Kazakhstan | Rin'go          | «Birlikpen alǵa» (Бірлікпен алға) | 9  | 178 |    |         |                |                 |   |     |

## Altres països i regions
- Karakalpakistan
- Turkmenistan
- Txuvàixia
- Xinjiang